# الغواصة الألمانية يو-415
الغواصة الألمانية يو-415، غواصة يو-بوت من فئة سبعة سي بَنَتها البحرية الألمانية النازية (كريغسمرين) للخدمة في الحرب العالمية الثانية.

## تاريخ الخدمة
وُضعت عارضة يو-415 في 12 يوليو 1941 في حوض شركة دانزيجر فيرت لبناء السفن في دانزيج (غدانسك، بولندا حالياً). تم إطلاقها في 9 مايو 1942 ودخلت الخدمة في 5 أغسطس من نفس العام. أكملت سبع دوريات قبل أن تغرق بلغم بحري في 14 يوليو 1944.
أول قائد لها كان Kapitänleutnant كورت نايدى والذي قام بخمس دوريات بها بين مارس 1943 حتي مارس 1944. ثم قائدها الثاني والأخير كانOberleutnant zur See هربرت فيرنر الذي أكمل دوريتان بها بين أبريل ويوليو 1944. سبقت تلك الدوريات رحلة إلى برجن في النرويج في فبراير ومارس 1943.